# پایپر پی‌ای-۲۹ پاپوز
پایپر پی‌ای-۲۹ پاپوز (به انگلیسی: Piper PA-29 Papoose) یک هواگرد ملخ‌پیشین تک‌موتوره از نوع هواپیمای آموزشی ساخت شرکت پایپر ایرکرفت است. هواگرد پی‌آی-۲۹ Papoose نخستین پروازش را در ۱۹۶۲ میلادی انجام داد. برنامه ساخت این هواگرد در نهایت لغو گردید. در مجموع، تعداد ۱ فروند از این هواگرد ساخته شده‌است.